# Фотоспалах

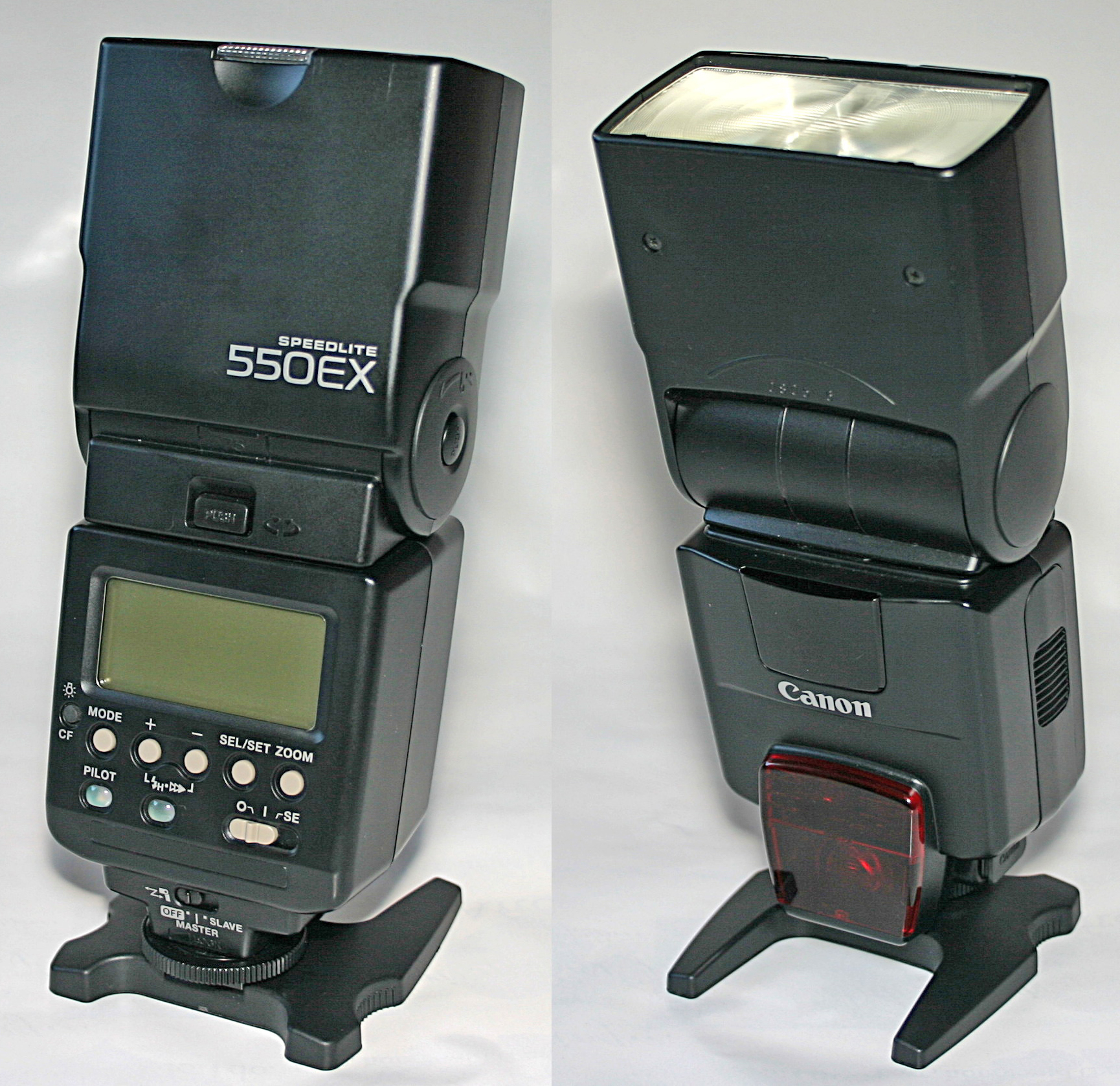
Професійний фотоспалах Canon Speedlite 550EX

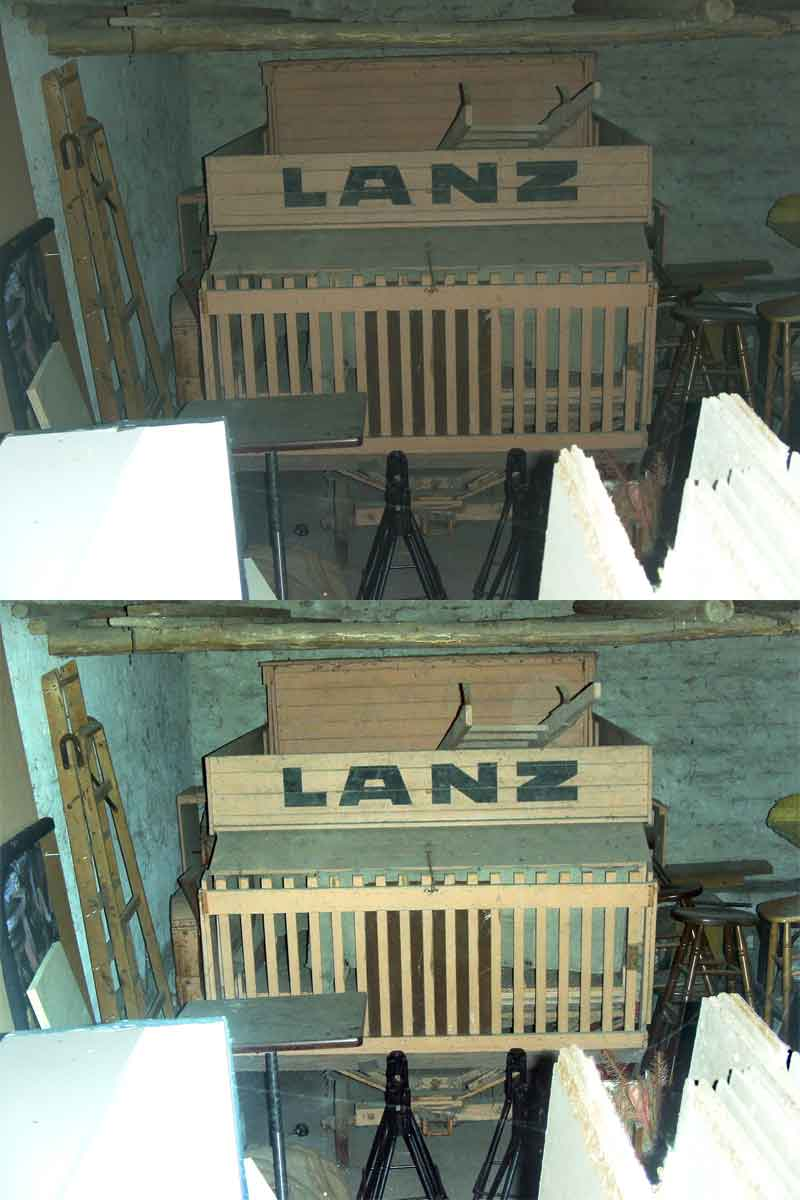
Фотографії, виконані з недостатнім (зверху) та оптимальним (знизу) спалахом

Фотоспалах — прилад (лампа), призначений для освітлювання об'єкта фотографування штучним імпульсним випромінюванням.
Типова тривалість імпульсу спалаху — від 1/1000 до 1/200 секунди. Приблизна колірна температура випромінюваного світла — 5500К.
Фотоспалах використовують за необхідності:
- освітити темну сцену знімання;
- забезпечити найкращі можливості фотографування об'єктів, що швидко рухаються — при збільшенні освітлення можна зменшити витримку;
- забезпечити найкращі можливості знімання в макрофотографії — при збільшенні освітлення можна зменшити діафрагмове число і підвищити глибину різко зображуваного простору;
- зменшити нерівномірність освітлення, наприклад, при зніманні в контровому світлі.

## Режим узгодження та синхронізації
Ручні спалахи мають можливість тільки ручного регулювання потужності і оснащені тільки одним центральним контактом для синхронізації з затвором фотоапарата. Такі спалахи дешеві, але підходять більше для досвідчених фотографів, які вміють із ними працювати.
Більшість сучасних фотоспалахів є електронними, які прийшли на зміну одноразовій лампі-спалаху з горючих швидкозаймистих порошків.
Окремі типи фотокамер мають вбудовані фотоспалахи. Деякі фотоапарати дозволяють підключати зовнішні фотоспалахи через стандартизований роз'єм («гарячий черевик»).
Серед професійного студійного обладнання є великі автономні фотоспалахи, які живляться від власних батарей або від центрального електроживлення. Вони синхронізуються з фотоапаратом через електричний провід або за допомогою радіо- чи інфрачервоного випромінювання.
В макрофотографії використовують колові спалахи, що кріпляться до об'єктива подібно до бленди.